# Dimitri Michalopoulos
Dimitri Michalopoulos (Atenas, 1 de maio de 1952) é um historiador grego do Instituto da História Marítima Helênica que propõe a tese que Esquéria, a "terra dos Feácios", não é a ilha de Corfu, mas a região de Lisboa.

## Biografia
Michalopoulos estudou na Escola Italiana de Atenas (1964-1970), na Universidade Nacional de Atenas (1970-1974) e, graças a uma bolsa concedida pelo governo francês, em Paris na Escola de Estudos Superiores em Ciências Sociais (E.H.E.S.S.) que em 1978 conferiu-lhe o título de Doutor em História. Durante os anos 1980-1982 foi o Registrador dos arquivos do Presidente da República Helénica. De 1982 a 1994,  ensinou História Diplomática na Faculdade de Direito da Universidade Aristóteles de Salônica (primeiro como conferencista e depois como Professor adjunto). De 1990 a 1997, foi professor de História na Escola de Guerra Naval e de 1994 a 1997 professor de História Naval na Academia de Cadetes Navais. De 1990 a 2000 foi Director do Museu da Cidade de Atenas. Posteriormente, tornou-se historiador do Instituto da História Marítima Helênica, além de membro correspondente da Sociedade Geográfica de Lisboa,  membro da Associação Portuguesa de História Económica e Social e membro da Academia das Artes e Ciências do Mar.

## Obras
- Les Argonautes, Paris: Dualpha, 2013 (ISBN:978-235-37425-1-6).
- L’Odyssée d’Homère au-delà des mythes, Le Pirée : Institut d’Histoire maritime hellène, 2016 (ISBN : 978-618-80599-2-4). O livro é oferecido gratuitamente pelo Instituto da História Marítima Helênica .
- Ulisse nell'Oceano Atlantico. La questione omerica riesaminata, Edizioni Accademiche Italiane, 2018 (ISBN: 978-620-2-08420-8).
- Essais sur l’histoire maritime des Grecs à la fin de la domination ottomane (em cooperação com İbrahim Alper Arısoy, Laurent Pavlidis et Jean-François Zapata),  Istanbul: Les éditions Isis, 2017 (ISBN: 978-975-428-592-5).
- The Homeric Question Revisited: An Essay on the History of the Ancient Greeks, Academica Press, 2022. ISBN 9781680537000
- « Les sciences en Hellade: Géographie et Astronomie chez les Grecs de l’antiquité », Boletim da Sociedade de Geografia de Lisboa. Série 128 A- Nos 1-12, Janeiro-Dezembro-2010, páginas 95-104.
- “Intelectuais de Esquerda e pensadores de Direita, ao longo do século XX: Uma análise comparativa” in Victor Correia (org.), A dicotomia política esquerda-direita. A problemática da sua validade e atualidade, Lisboa: Fonte da palavra, 2012 (ISBN : 978-989-667-124-2), páginas 201-209. (Tradução do francês por Fernando Couto e Santos.)
- “L’Ibérie et les Hellènes”, Boletim da Sociedade de Geografia de Lisboa. Série 131 A- Nos 1-12, Janeiro-Dezembro-2013, páginas 111-115.
- “Les “Thermopyles de l’Occident”. L’affaire de Goa selon les diplomates grecs”, Boletim da Sociedade de Geografia de Lisboa. Série 132 A- Nos 1-12, Janeiro-Dezembro-2014, páginas 26-31.
- "Le crypto-paganisme byzantin et la question de Filioque", Apeiron (Minho), Nr. 9 (01/2017), páginas 179-209.
- "Athenian Democracy and Peloponnesian War", Apeiron (Minho), Nr. 10 (04/217), páginas 95-105.

Também:
- “Portugal et Belgique: des cas analogues”,  in  Maria Leonor Machado de Sousa (coordenação), A Guerra Peninsular. Perspectivas multidisciplinares, vol. II (Lisboa: Centro de Estudos Anglo-Portugueses, 2008), páginas 739-745.